# Alley Cat
Alley Cat è un videogioco sviluppato da Bill Williams di Synapse Software, pubblicato inizialmente per Atari 800 nel 1983 e successivamente per il PC nel 1984, nel quale il giocatore controlla un gatto randagio il cui scopo è l'esecuzione di alcune attività dentro case di estranei. Bill Williams sviluppò sia la versione Atari sia la conversione PC, ma a differenza degli altri suoi giochi non è autore del design originale: partì da un'idea che era già in sviluppo alla Synapse. Una conversione uscì anche per il computer giapponese NEC PC-8801.

## Modalità di gioco
Il gatto deve muoversi in un vicolo (alley in inglese) e saltare prima su dei bidoni della spazzatura, poi su una staccionata, poi su dei fili per stendere i panni, schivando i topi che vi camminano sopra e cercano di farlo cadere, e infine entrare nelle finestre. Cadere da qualunque altezza è innocuo, ma si perde una vita se si viene colpiti dagli oggetti che vengono lanciati dalle finestre o acchiappati dal cane feroce che di tanto in tanto attraversa il vicolo.
Se riesce a entrare in una finestra, il gatto si ritrova in una stanza a caso tra 5 possibili, dove può saltare sopra al mobilio, e deve completare una certa "missione". Le 5 possibili missioni sono:
- Rompere una gabbia per uccelli spingendola giù dal tavolo, quindi acchiappare il canarino che ne esce
- Tuffarsi in un acquario; una volta dentro, l'acquario appare gigantesco, bisogna acchiappare tutti i pesci evitando di toccare le anguille elettriche e di restare senz'aria
- Acchiappare dei topi che spuntano dai buchi di un Emmental gigante
- Mangiare tutto il cibo nelle ciotole di alcuni cani addormentati, cercando di non svegliarli
- Prendere alcune piante arrampicandosi su una libreria evitando due ragni enormi (uno solo su PC)

In ogni stanza può passare anche un cane come quello nel vicolo ed è sempre presente una ramazza animata. La ramazza può dare delle botte al gatto e farlo volare in aria, cercando di ributtarlo fuori dalla finestra, nel qual caso si torna alla schermata del vicolo. Il gatto però, camminando sul pavimento, lascia delle orme che la ramazza è costretta a pulire e in questo modo può tenerla impegnata per un po'.
Completata una missione il gatto si ritrova ancora nel vicolo e deve nuovamente entrare in una finestra, ma stavolta lo aspetta una schermata speciale; deve saltare numerosi piani fatti di cuoricini per raggiungere finalmente l'obiettivo finale, una gattina in amore. Deve però evitare delle frecce di Cupido e altre gatte che cercano di farlo cadere. È possibile utilizzare il/i regalo/i per tenere a bada le gattine più insistenti. Le frecce trasformano anche i cuoricini normali in cuoricini infranti (su cui non si può camminare) e viceversa.
Al termine si ricomincia da capo con le missioni al livello di difficoltà successivo, se si è raggiunta la gatta, o dallo stesso livello, se si ha fallito. La difficoltà viene incrementata, ad esempio, aumentando la frequenza con cui compare il cane e diminuendo il numero di bidoni su cui rifugiarsi.

## Dati tecnici
La versione per PC fu progettata per funzionare come PC booter, ma è molto diffusa una conversione non ufficiale per MS-DOS sotto forma di un singolo eseguibile COM di soli 56 kB. Il gioco funziona alla risoluzione grafica di 320×200 pixel, è caratterizzato dalla grafica a quattro colori CGA (i colori più comuni che sono contemporaneamente sullo schermo sono nero, bianco, ciano e magenta oppure nero, rosso, giallo e verde) e suoni e musica dal PC speaker della scheda madre.